# Euphorbia alsinoides
Euphorbia alsinoides är en törelväxtart som beskrevs av Friedrich Anton Wilhelm Miquel. Euphorbia alsinoides ingår i släktet törlar, och familjen törelväxter. Inga underarter finns listade i Catalogue of Life.